# Miljö
Miljö ist eine deutsche Band aus Köln. Die fünfköpfige Gruppe spielt hauptsächlich Kölschrock und ist im Kölner Karneval aktiv.

## Geschichte
Die Bandmitglieder Sven Löllgen, Max Eumann, Mike Kremer, Nils Schreiber und Simon Rösler besuchten dieselbe Gesamtschule im Kölner Stadtteil Holweide. 2012 spielten sie zusammen auf dem Dünnwalder Veedelszoch unter dem Namen Förster Willi un de fidele Knallhörste die bekanntesten Hits aus dem Kölner Karneval nach. Ende 2012 entstand die erste Demo-Produktion, im Juni 2013 unterschrieb die Band beim Kölner Musiklabel Rhingtön. Ende 2013 veröffentlichte die Band ihr erstes Album Momang.
In der Karnevalssession 2014 spielte Miljö zum ersten Mal eigene Songs im Kölner Karneval, unter anderem bei den Sessionseröffnungen am Heumarkt und am Tanzbrunnen. Weiterhin gewannen sie den Newcomerpreis von Loss mer singe. Ende des Jahres veröffentlichten sie ihr zweites Album Aapokalypse.
2016 schafften die Band es bei der Radio Köln Top-Jeck-Abstimmung mit dem Titel Su lang die Leechter noch brenne auf den ersten Platz und wurde vom Komitee des Rosenmontagszugs eingeladen, auf einem Wagen zu spielen. Weiterhin spielten sie bei der Saisoneröffnung des 1. FC Köln und tourten mit Brings als Vorband durch die Region. 2017 erschien das Album Wolkestadt. 2020 fuhren sie mit der befreundeten Band Lupo ebenfalls auf einem Wagen beim Kölner Rosenmontagszug mit.
Im März 2022 gab die Band bekannt, dass Frontmann Mike Kremer krankheitsbedingt nicht länger auftreten werde. Er ist seitdem als Songwriter und Produzent für Miljö tätig. Im Oktober 2022 veröffentlichte die Band mit Immer wigger das vierte Studioalbum.

## Diskografie
Alben
- 2013: Momang!
- 2014: Aapokalypse
- 2017: Wolkestadt
- 2022: Immer wigger

EPs
- 2019: Null oder Hundert

Singles
- 2014: Stamp op
- 2014: De Welt noch nit jesinn
- 2015: Durch de Lück un durch Jewöhl (Schlepp-Schlepp-Hurra)
- 2015: Su lang die Leechter noch brenne
- 2016: Wolkeplatz (#2 der deutschen Single-Trend-Charts am 24. Februar 2023[5])
- 2017: Op uns
- 2017: Kölsch statt Käsch
- 2018: Schöckelpääd
- 2019: Schöckelpääd (DJ Fosco Remix)
- 2019: Einer, dä dich leev hät
- 2020: Kirmes em Kopp
- 2021: Noh Huss
- 2022: Nix es för immer
- 2022: Einfach su (mit Cat Ballou)
- 2024: Et letzte Mol & Fründschaff (Doppel-Single)

## Auszeichnungen
- 2016: Radio Köln Top Jeck
- 2018: Loss mer singe – Kneipenhits